# Alfred Tonna
Alfred Tonna (nascido em 31 de maio de 1950) é um ex-ciclista maltês que competiu no ciclismo nos Jogos Olímpicos de Verão de 1972 e 1980, representando o Malta.